# 車隊編號
車隊編號（Fleet Number），是巴士公司為旗下的每一輛巴士，配給的獨一編號，以分辨各種不同的巴士，方便維修和調派。根據每間巴士公司的政策，同一系列的車隊編號，會配給同一型號，或是相似型號，或是相似的引擎的巴士。
由于香港巴士与普通轿车的车牌混杂，因此有车队编号的需要。新加坡等国家为巴士定下特别车牌开头（比如新加坡新捷运专用车牌开头SBS），因此不用车队编号，或者直接以车牌当作编号（比如SBS7888K编号当作是7888）。

## 香港

### 九巴
在1973年前，運輸署會為巴士公司預留一整段連續的車牌號碼。相同的巴士型號，可以獲派相近的車牌號碼。因此，當時九巴以車牌來分辨巴士，並沒有車隊編號的概念。
1973年，巴士開始與其他車輛排隊領牌。九巴於是為同車廠的巴士，分配同樣字母開頭的車隊編號，例如丹拿CVG5、CVG6及珍寶型，皆獲發"D"字開頭的編號；亞比安各種不同型號不同長度的巴士，皆獲發"L"字開頭的編號。至於二手巴士，則在前面加上"2"字，例如2D、2L等。
80年代，九巴開始大量購買三軸車。為了更好地分辨旗下巴士，三軸12米型號的車隊編號，均以"3"字開頭，如3BL；三軸11米型號的車隊編號，均以"S3"字開頭，如S3BL。較早前出牌的MCW 12米，也由"M"改為"3M"，標誌著九巴開始細分同車廠各種不同長度的巴士。
90年代初期，九巴開始購入空調巴士，所有空調巴士，車隊編號均以"A"開頭，如"AM"、"AL"等。較早前投入服務的丹尼士獵鷹巴士，車隊編號由"FD"改為"AF"，與其他空調巴士看齊。
2000年中期，九巴開始為不同車身和不同歐盟標準的引擎的巴士，配上不同的編號。例如同樣是Volvo B9TL型，配上Enviro500車身的稱為"AVBE"，配上歐盟三型引擎連Wright車身的稱為"AVBW"，配上歐盟五型引擎連Wright車身的稱為"AVBWU"；同樣是Enviro500型，配上歐盟三型引擎的稱為"ATE"，配上歐盟四型的稱為"ATEU"，配上歐盟五型的稱為"ATEE"。
在90年代前，九巴只會為普通巴士塗上車隊編號，車隊編號的位置，通常是在牌箱與上層之間。豪華巴士和空調巴士的車身上，不會有車隊編號，但其編號還是會在公司內部使用。
1997年，九巴將普通巴士車隊編號的位置，移至車頭右邊擋風玻璃下，貼在廠徽之下，與空調巴士看齊。
2000年中期，九巴將車隊編號與廠徽，一起移往擋風玻璃的右下角。
現時，九巴的派車部，以至前車的站長和車長，都會以車牌，而不會以車隊編號來稱呼巴士。

### 中巴
最初，中巴的車隊編號，是以單／雙層和引擎為基礎編配的。單層巴士的車隊編號只有數字，而雙層巴士則視乎所用引擎是吉拿6LW或吉拿6LX，而獲配LW和LX。因此，中巴首輛雙層巴士Dennis Loline，與佳牌阿拉伯五型巴士一樣，均獲配LW開頭的車隊編號。至於丹拿珍寶樣辦車（RLX1，車牌AX6001），因配有的6LX引擎在車尾（rear），順理成章地獲配編號。
1971年起，中巴開始以不同編號，細分各種不同車型。例如丹拿珍寶／利蘭珍寶，被稱為"LF"和"SF"。但是，與九巴不同，除了極少數例子（M、S、RLX1和APD1）外，中巴的車隊編號，均以兩個英文字母開頭。就算中巴專營權結束後，從城巴購入的富豪B6LE巴士，也被冠以兩個字母開頭的"VC1"編號。
至於中巴的空調巴士和豪華巴士，車隊編號會帶有"A"字［代表"Air-conditioned"，如"LA"（利蘭奧林比安）］或"C"字［代表"Coach"，如"DC"/"CX"（丹尼士飛鏢）］。

### 城巴、新巴
與同時期的九巴和中巴一樣，城巴剛開辦時，車隊編號是「一個英文字加數字」的組合。與九巴和中巴不同，英文字是代表型號，但是數字則是代表全公司第幾輛巴士，而非該型號的第幾輛巴士。
到了80年代末至90年代初期，城巴車隊編號不再使用英文字母。90年代初期，城巴大幅重整車隊編號，車隊編號小於100的位置，留給非空調巴士；大於100的則留給空調巴士。因此，城巴的單層巴士需要為車隊編號加上1字頭，例如北方Neoplan巴士，車隊編號便由801-803更改為1801-1803。這套系統大致源用至今。
另一邊廂的新巴，在1998年投入服務初期，屬於前中巴的二手巴士，全部沿用中巴「兩個英文字母加數字」的車隊編號；至於新購入的一手巴士，編號則由四位數字1001開始，沒有英文字母。
到了2000年代初，城巴和新巴都被周大福集團收購，而兩家公司的後勤管理亦進行了合併。為了合併車隊編號系統方便管理，城巴編號1000-1042的富豪奧林比安11米巴士，被更改編號為9000-9042，以免與新巴相同編號的巴士重疊。
與九巴不同，城巴、新巴（包括前中巴員工）等的員工習慣以車隊編號而非車牌號碼稱呼車輛，所以有些巴士愛好者習慣以車牌稱呼或詢問其員工而令人不理解。

### 嶼巴
和九巴、中巴相似，嶼巴相近型號的巴士，獲配相同的一串字母開頭的編號，但沒有為不同空調配置、車身、引擎等屬性訂立不同的編號字首。

### 港鐵巴士
港鐵巴士的車隊編號只使用三位數字，相同／相似型號的巴士，獲配同一組的數字。例如201-224屬於利蘭奧林比安，225-239屬於富豪奧林比安，601-622屬於丹尼士三叉戟11.3米巴士。

## 新加坡
新加坡的公共巴士车牌与普通车牌分开，因此不常设车队编号。但是由于公共巴士有专用的车牌开头，因此车牌可当作编号。新加坡有两个主要巴士公司，分别为新捷运与SMRT巴士。
新捷运的车牌使用专用开头SBS，之后的数字可当作编号。
- 2000系列是单层空调非轮椅巴士。
- 3000系列是双层三轴空调轮椅巴士，而且有100%低地板设备。
- 5000系列是单层空调轮椅巴士，与8000系一样用于斯堪尼亚K230UB。
- 6000系列是单层空调轮椅，目前用于奔驰Citaro。
- 7000至7299是双层两轴巴士（非空调）。
- 7300-7400系列是双层三轴空调轮椅巴士，没有100%低地板设备。
- 8000系列是单层轮椅巴士，目前斯堪尼亚K230UB专用。
- 9000系列（九开头）是双层三轴空调非轮椅巴士。

SMRT巴士则不同，此公司前身为八达巴士（Trans Island Buses），车牌开头TIB。此公司按照顺序登记巴士，相近车型的巴士不同批次有时不会有相近的车牌。
此公司被SMRT集团购买时，所有巴士被重漆，但是车牌不变。SMRT购买的新巴士都以新开头SMB登记，重新从1号开始，也是安顺序登记车牌。不过，购买时期，最旧（最早期）的TIB牌巴士车牌在350左右，故此可能为了避免重叠，SMB车牌到达了300多时，改用1300“系”，情况与编号非常相似。
后来，1300至1400的车牌被用于SMRT购买的猛狮A22车。政府推出BSEP计划后，属于政府买的车有3000以上的牌号。
SMRT的车牌情况近年已开始偏向车队编号系统，例如最近SMRT买的亚历山大丹尼士Enviro500巴士登记为5000以系列，猛师A24挂接巴士登记为8000系列。
- 1300系列是猛狮A22
- 1400系列是猛狮A22
- 3000系列是BSEP买的猛狮A22
- 3500系列是BSEP买的亚历山大丹尼士Enviro500
- 5000系列是亚历山大丹尼士Enviro500
- 8000系列是猛狮A24

## 澳門
為免公共巴士車牌與普通車牌的號碼混亂，所以新福利和澳巴兩間巴士設有车队编号。

### 新福利
- B 代表 MERCEDES-"B"ENZ 平治品牌的巴士
- C  代表 NISSAN "C"VILIAN  及 TOYOTA "C"OASTER 日產及豐田品牌的巴士
- D 代表 ALEXANDER "D"ENNIS 丹尼士品牌的巴士
- F 代表 MITSUBISHI "F"USO 三菱FUSO品牌的巴士
- H  代表 "H"IGER 蘇州金龍(海格)品牌的新型三門巴士
- K 代表 "K"ING LONG 廈門金龍或蘇州金龍品牌的巴士
- M  代表 "M"AN 猛狮品牌的巴士
- R  代表 MITSUBISHI "R"OSA 三菱ROSA品牌的巴士
- S 代表 I"S"UZU 五十鈴品牌的巴士
- W  代表 "W"ONG HOI (粵語拼音) 黃海品牌的巴士
- Y  代表 "Y"UTONG 宇通品牌的巴士
- YL  代表 "Y"UTONG-"L"ONG 宇通品牌的鉸接巴士
- HE  代表 "H"IGER-"E"LECTRICAL 蘇州金龍(海格)品牌的新型電動巴士

### 澳巴
- 1XXX 代表 小巴(7.0-8.9米)
- 2XXX 代表 中巴(9.0-10.4米)
- 3XXX 代表 大巴(10.5-11.4米)
- 5XXX 代表 大巴(12米)
- 6XXX 代表 天然气大巴(10.5-12米)
- 8XXX 代表 後勤車隊(工程車、貨車)